# Анна Янтар
А̀нна Я̀нтар (на полски: Anna Jantar) (10 юни 1950 г., Познан – 14 март 1980 г., Варшава), сценичен псевдоним на А̀нна Ма̀рия Шмѐтерлинг (на полски: Anna Maria Szmeterling), е полска певица. Майка е на певицата Наталия Кукулска.
Смятана за икона на полската поп музика, Анна Янтар се причислява към най-популярните певици на 70-те години на XX век. Сред най-известните ѝ песни се нареждат: Tyle słońca w całym mieście („Толкова слънце в целия град“), Nic nie może wiecznie trwać („Нищо не може да трае вечно“), Staruszek świat („Старецът свят“) Najtrudniejszy pierwszy krok („Най-трудна е първата крачка“).
Извън Полша изнася концерти в Австрия, България, ГДР, ГФР, Ирландия, Канада, САЩ, СССР, Унгария, Финландия, Швеция, Чехословакия, Югославия.

## Биография

### Семейство
Анна Мария Шметерлинг е родена на 10 юни 1950 г. в Гинекологично-родилната клинична болница към Медицинския университет „Карол Марчинковски“ в Познан. Тя е второто дете на Юзеф Шметерлинг (1925 – 2000) и Халина Сурмацевич (1924 – 2016). Големият ѝ брат, Роман (р. 1948), по-късно написва текстовете на няколко нейни песни. На 1 юли 1950 г. е кръстена в църквата „Пресвети спасител“, получавайки името Анна Мария, а нейни кръстници са Йежи Наленч-Неневски – приятел на баща ѝ, както и на Влоджимер Сурмацевич – брата на майка ѝ.
Дядо ѝ от майчина страна, Чеслав Сурмацевич, произхожда от благородническо семейство и по-късно е кмет на град Здуни. От баба си, Зофия Чосновска, наследява певческата дарба, а от дядо си – влечението да свири на пиано.
Бабата от бащина страна, Анна Савицка (Шметерлинг), работи в цирка на братя Станевски във Варшава (през 1944 г. се премества да живее в Чехословакия).

### Образование
От най-ранна възраст проявява певчески заложби. От почти тригодишна посещава детската градина към Музикалната академия „Игнаци Ян Падеревски“, където се учи да свири на пиано. На 14-годишна възраст е поканена от Пьотър Кужняк в бигбийтовия музикален състав „Шафири“.
От 1964 до 1968 г. посещава познанското 8 СОУ „Адам Мицкевич“ и Средното музикално училище с изучаване на пиано и ритмика. Поради все по-многочислените си изяви и със свързаното покрай тях пренебрегване на учението полага зрелостния си изпит във вечерното училище на улица „Стшелецка“.
През 1969 г. се явява на приемен изпит за Държавния театрален университет „Александер Зелнерович“ във Варшава, но не е приета, тъй като се дава предимство на кандидатите, които произхождат от работнически и селски семейства.

## Кариера

### Начало
Първоначално се изявява като акомпаньорка в познански студентски клубове, сред които Od Nowa и Studencki Teatr Nurt, а по-късно – и като вокалистка. На 16 декември 1968 г. в познанското радио записва заедно с групата „Полне Квяти“ песента Po ten kwiat czerwony („Към това червено цвете“). През януари 1969 г. участва в Краков на престижния сред артистите Фестивал на студентската песен, на който печели награда. От 1969 до 1972 г. Анна Шметерлинг е вокалистка на групата „Ваганчи“ – от този период е известната песен Co ja w tobie widziałam („Какво видях в тебе“). Групата работи заедно със състава „Червоно-Чарни“ по време на съвместни концерти. Участва също и във филмовата музикална комедия Milion za Laurę на режисьора Хероним Пшибил, като изпълнява с „Ваганчи“ песента Czujna straż.

### Самостоятелна кариера
През 1972 г. се явява пред изпитна комисия на Министерството на културата и изкуствата и получава званието на професионална певица, както и артистичния псевдоним Анна Янтар. Програмата ѝ по сценарий на Януш Вайс се състои от естрадни песни, които изпълнява заедно с Анджей Фрайнд. През 1973 г. участва в 11-ото издание на Националния фестивал на полската песен в Ополе, на което изпълнява първата си самостоятелна песен Najtrudniejszy pierwszy krok („Най-трудна е първата крачка“). Благодарение на участието си набира известност сред широката общественост и издава редица успешни песни, като Tyle słońca w całym mieście („Толкова слънце в целия град“), Staruszek świat („Старецът свят“), Za każdy uśmiech („За всяка усмивка“), Baju-baj, proszę pana (Jambalaya) („Баю-бай, моля ви, господине“), Radość najpiękniejszych lat („Радостта от най-хубавите години“), Mój, tylko mój („Мой, само мой“), Nie wierz mi, nie ufaj mi („Не ми вярвай, не ми се доверявай“), Wielka dama tańczy sama („Голямата дама танцува сама“), Moje jedyne marzenie („Моята единствена мечта“) и Nic nie może wiecznie trwać („Нищо не може да трае вечно“).
През кариерата си записва около 160 песни от различни композитори. Работи заедно с много полски артисти и певци, сред които: Станислав Сойка, Богуслав Мец, Збигнев Холдис и Анджей Тенард, записва песни заедно и с групите „Будка Суфлера“ и „Перфект“. През 1979 г. е удостоена със званието „Заслужил артист на културата“. Последната ѝ телевизионна поява е в детското предаване Zamiast słuchać bajek („Вместо да слушаш приказки“), заснето в палмовата оранжерия във Валбжих.
Ликът ѝ оглавява кориците на множество полски списания, като Fact („Факт“), Gala („Гала“), Na żywo („На живо“), Przyjaźń („Приятелство“), Retro („Ретро“), Retro wspomnienia („Ретро спомени“), Ta nasza młodość („Тази наша младост“) и Zwierciadło („Огледало“).

### Последно пътуване до САЩ и смърт
На 27 декември 1979 г. певицата заминава със самолет за САЩ, където през януари и февруари 1980 г. изнася концерти в полски клубове в Чикаго и Ню Джърси заедно с групите „Перфект“ и „Трагап“. На 12 март има участие в клуба „Зодиак“ в Ню Джърси, където изнася последния си концерт преди смъртта си. По време на едно от последните си изпълнения казва:
| „          | Добър вечер, сърдечно ви поздравявам с добре дошли. Добре дошли на всички деца, които също са дошли днес […]. Дами и господа, поздравявам ви с добре дошли и за съжаление, с горчивина съобщавам също така, че се сбогувам. Понеже днес пея за последен път […] за вас и много се радвам, и същевременно малко се натъжавам поради тази причина. Ще ви изпея няколко песни от своя репертоар. Ще има стари, нови… Разбира се, няма да липсват и напълно нови. А сега ще започна с една песен, към която изпитвам особено чувство, сякаш ми напомня началото на естрадната ми дейност. Песен с хубаво заглавие, което може да бъде и рецепта за щастие – Żeby szczęśliwym być („За да бъдеш щастлив“). | “ |
| Анна Янтар | |   |

Анна Янтар загива около 11:45 часа на 14 март 1980 г. в близост до летище „Окенче“ в произшествие със самолет Ил-62 „Николай Коперник“, заминал от Международното летище „Джон Ф. Кенеди“ в Ню Йорк, когато се готви да се приземи във Варшава.
След смъртта на певицата провелият аутопсията съдебен лекар предава на майка ѝ Халина Сурмацевич броеница, която дъщеря ѝ е държала стисната в ръката си по време на катастрофата. Погребалната церемония се състои на Вавжишевското гробище във Варшава на 25 март 1980 г., на която присъстват около 40 000 души. По време на погребението изнася реч актьорът Даниел Олбрихски. На надгробната плоча е изписано „Анна Янтар Кукулска“. В същия гроб е положен и починалият ѝ на 13 септември 2010 г. съпруг – Ярослав Кукулски.

## Личен живот
Анна Янтар се запознава с бъдещия си съпруг, Ярослав Кукулски, докато работи с групата „Ваганчи“. Двойката сключва граждански брак на 15 август 1970 г. в сградата на кметството в Познан, а на 11 април 1971 г. – църковен брак в църквата „Света Анна“. През 1972 г. двамата се преместват да живеят във Варшава. Дъщеря им, Наталия Кукулска, е родена на 3 март 1976 г. във Варшава.
Анна Янтар обича поезията, особено на Мария Павликовска-Ясножевска и Болеслав Лешмян.

## Дискография

### Студийни албуми
- 1974 – Tyle słońca w całym mieście
- 1976 – Za każdy uśmiech
- 1978 – Zawsze gdzieś czeka ktoś
- 1980 – Anna Jantar

### Сборни албуми
- 1980 – The Best of Anna Jantar

## Възпоменание
В памет на Анна Янтар много хора на изкуството посвещават песни и концерти.
- След трагичната смърт на певицата групата „Будка Суфлера“ ѝ посвещава песента Słońca jakby mniej („Слънцето сякаш намаля“), включена в албума Ona przyszła prosto z chmur („Тя дойде направо от облаците“), като продължение на нейната песен Tyle słońca w całym mieście.
- Името на певицата е споменато в песента Czas ołowiu от репертоара на „Будка Суфлера“. Автор на текста е Марек Дуткевич, а композитор – Ромуалд Липко.
- Певицата Халина Фронцковяк записва в нейна памет песента Anna już nie mieszka tu („Анна вече не живее тук“). Автор на текста е Януш Кондратович, а на музиката – Ярослав Кукулски.
- Посветени на Анна Янтар са песните To, co dał nam świat („Това, което ни даде светът“) и Lot nr 205 от репертоара на Кшищоф Кравчик.
- Песента Ocean wspomnień („Океан от спомени“) на групата „Папа Денс“ е записана в нейна памет.
- Наталия Кукулска записва две песни, посветени на майка ѝ – Dłoń („Длан“) и Po tamtej stronie („От другата страна“).
- През месец май 1983 г. във Варшава е основан – като един от първите – музикалният клуб на Анна Янтар „Бурщин“, чиито основатели са Агата Матерович и Збигнев Ростковски. Наброяващият 1600 души от цяла Полша клуб организира срещи, изложби и авторски вечери, посветени на певицата.
- От 1984 г. на дебютиращите певци на Националния фестивал на полската песен в Ополе се присъжда награда на името на Анна Янтар.
- През 1990 г. е издаден първият албум, в който полски артисти изпълняват песни от репертоара на певицата в нейна памет. Участвалите в създаването му артисти са Елени, Богуслав Мец, Ева Дембицка, Моника Борис, Метек Шчешняк, Йоланта Яшковска, Йоанна Загданска, Веслава Сус и Магда Дурецка.
- През 1994 г. е издадена книгата Wspomnienie o Annie Jantar – Słońca jakby mniej… („Спомен за Анна Янтар – Слънцето сякаш намаля…“) с авторка Мариола Призван, а през 2000 г. книгата е допълнена и преиздадена за трети път.
- През 2000 г. по случай 20 години от трагичната смърт на певицата е организиран концерт в нейна памет. За песните на майка си Наталия Кукулска кани Халина Фронцковяк, Мариля Родович, Анна Мария Йопек, Юстина Стечковска, Каша Ковалска, Метек Шчешняк, Анджей Пясечни и Каша Носовска.
- От 2004 до 2006 г. във Вжешня се провежда фестивал на песента „Анна Янтар“, посветен на нейното творчество. В тази местност се намира амфитеатър, също носещ нейното име. Името му е дадено през 2005 г. по случай 25 години от смъртта на певицата.
- През 2007 г. в предаването Jak oni śpiewają Агнешка Влодарчик изпълнява песента Tyle słońca w całym mieście, включена по-късно в нейния макси сингъл.
- На 27 и 28 октомври 2007 г. в Бидгошч се провежда третото издание на фестивала Pejzaż bez Ciebie („Пейзаж без тебе“). В първия ден в конкурсната част участват млади изпълнители, които пеят песни на Анна Янтар. На втория ден известни полски артисти пеят нейни песни с аранжименти на Кшищоф Херджин. Участниците са Кая, Каша Ковалска, Олга Бончик, Аня Домбровска, Татяна Окупник, Халина Фронцковяк, Ирена Яроцка, Александра Бенковска, Малгожата Островска, Наталия Кукулска, Кшищоф Килянски, Лукаш Загробелни и „Каримски Клъб“.
- През есента на 2008 г. е издадена книга със спомени за Анна Янтар, чийто автор е професор Анджей Витко.
- През април 2009 г. на нейно име е кръстена улица в Ополе.
- През есента на 2010 г. един от тематичните епизоди на 12-ото издание на предаването Taniec z gwiazdami („Танц със звездите“) е посветен на най-големите хитове на Янтар. Всички участващи двойки танцуват един от танците в ритъма на нейните песни, а специален гост е Наталия Кукулска, която изпълнява песента Radość najpiękniejszych lat.
- На 1 юни 2012 г. е направена изливка на звездата на Анна Янтар на Алеята на звездите на полската песен в Ополе, а на 3 юни е изнесен концерт в нейна памет и в тази на Ярослав Кукулски – Życia mała garść („Малка шепа живот“), по време 49-ото издание на националния фестивал на полската песен в Ополе.
- На 14 март 2014 г. е издадена книгата Bursztynowa dziewczyna. Anna Jantar we wspomnieniach („Кехлибареното момиче. Анна Янтар в спомени“), която представлява допълнение към книгата Słońca jakby mniej… Wspomnienia o Annie Jantar от 2000 г.
- Анна Янтар е един от често имитираните артисти в полското издание на предаването „Като две капки вода“ – Twoja twarz brzmi znajomo.
- На 4 юни 2015 г. – няколко дни преди 65-годишнината от рождението на вокалистката – е издадена биографията Tyle słońca. Anna Jantar. Biografia („Толкова слънце. Анна Янтар. Биография“), написана от Марчин Вилк. За написването ѝ авторът се допитва до дъщерята на певицата – Наталия Кукулска.
- В Познан е кръстена улица на нейно име.